# Bien sans maître
Les biens sans maître sont des biens meubles ou immeubles susceptibles d'appropriation, dont le propriétaire a disparu ou est inconnu.

## Droit par État

### Droit français
En droit français, divers textes sont applicables à cette catégorie de biens, notamment l'article 713 du Code civil  et le Code général de la propriété des personnes publiques. En raison de l'importance des immeubles dans la vie sociale, c'est le principe de souveraineté qui s'applique avec dévolution à la puissance publique.  

### Droit québécois
En droit québécois, les biens sans maître sont définis aux articles 934 à 937 du Code civil du Québec. La loi définit les biens sans maître (934 C.c.Q.), ensuite elle établit des distinctions entre les meubles sans maître (art. 935 C.c.Q.), les immeubles sans maître (art. 936 C.c.Q.), les biens sans maître que l'État s'approprie (937 C.c.Q.) et les trésors (art. 938 C.c.Q.). Les trésors de l'art. 938 C.c.Q. sont à distinguer des biens abandonnés de l'art. 934 (2) C.c.Q. Dans l'ensemble, les biens sans maître font partie de la catégorie des biens vacants (art. 934-945 C.c.Q.). Ils sont à distinguer des meubles perdus ou oubliés des articles 939 à 945 C.c.Q.